# FC 삭산
FC 삭산(Fotbal Club Saxan Gagauz Yeri)은 가가우지아 체아드르룬가를 연고로 하는 몰도바의 축구 클럽이다.

## 성적
- 디비지아 A 1회 우승 (2013-14)
- 디비지아 B 1회 우승 (2010-11)